# 브라질 대 독일 (2014년 FIFA 월드컵)
미네이랑의 비극(영어: Agony of Mineirão, 포르투갈어: Mineiraço 미네이라수[*], 스페인어: Mineirazo 미네이라소[*])은 2014년 7월 8일, 브라질 미나스제라이스주 벨루오리존치의 미네이랑에서 브라질 축구 국가대표팀이 독일 축구 국가대표팀에게 1-7이라는 기록적인 점수로 대참패한, 2014년 FIFA 월드컵의 준결승 1차전 경기를 일컫는다.
브라질과 독일 모두 준결승전까지 한번도 패하지 않고 준결승 무대에 안착하였는데, 브라질은 콜롬비아를 8강에서 상대하는 과정에서 대표 공격수 네이마르를 척추 부상으로 잃었고, 티아고 실바마저 경고 누적으로 결장했다. 이 둘의 부재에도 불구하고, 양국이 도합해서 8번 대회를 우승하고 브라질이 2-0으로 이겨 5번째 우승을 차지한 2002년 FIFA 월드컵 결승전에서 맞대결을 펼친 만큼 FIFA 월드컵의 전통 강호라는 점을 감안하면 치열한 접전이 예상되었다. 그런데 경기는 의외로 브라질의 충격적인 대패로 끝났다. 독일은 전반전에만 5-0으로 앞서나갔는데, 이 중 5골이 30분 안에 나왔고, 후반전에는 한때 7-0으로 앞서나가기도 했다. 브라질은 후반 추가시간 오스카르가 만회골을 넣어 영패를 면하였으며, 독일의 토니 크로스는 경기의 최우수 선수로 선정되었다.
이 경기 한번으로 다수의 기록이 쏟아졌다. 독일은 이 경기 승리로 FIFA 월드컵 준결승전 역사상 최다 점수차 승리를 거두었다. 독일은 브라질을 제치고 FIFA 월드컵 최다 득점국이 되었고, 8차례 FIFA 월드컵 결승전에 오른 첫 국가가 되었다. 미로슬라프 클로제는 자신의 FIFA 월드컵 16호골로 브라질의 호나우두를 제치고 FIFA 월드컵 역대 최다 득점자로 등극했다. 브라질은 1975년 코파 아메리카(페루에 1-3으로 패배) 이래 62경기 동안 이어온 안방 무패 행진을 마감했고, 1920년 우루과이전 0-6 대패 이래 최다 점수차 패배를 당했다. 결국, 이 경기는 브라질에서 국가적 망신으로 묘사되었다.
또한 이 경기는 1950년 FIFA 월드컵에서 우루과이에게 예상치 못한 패배를 당했던 마라카낭의 비극(포르투갈어: Maracanaço)을 회자케 하였다. 브라질은 이어지는 3위 결정전에서마저 지난 대회 우승국인 스페인에 0-3으로 대패하였고, 독일은 2014년 FIFA 월드컵 결승전에서 아르헨티나를 치열한 연장 접전 끝에 1-0으로 힘겹게 꺾고 통산 4번째 FIFA 월드컵 우승이자 독일의 통일 이래 첫 월드컵 우승을 차지했다.

## 개요

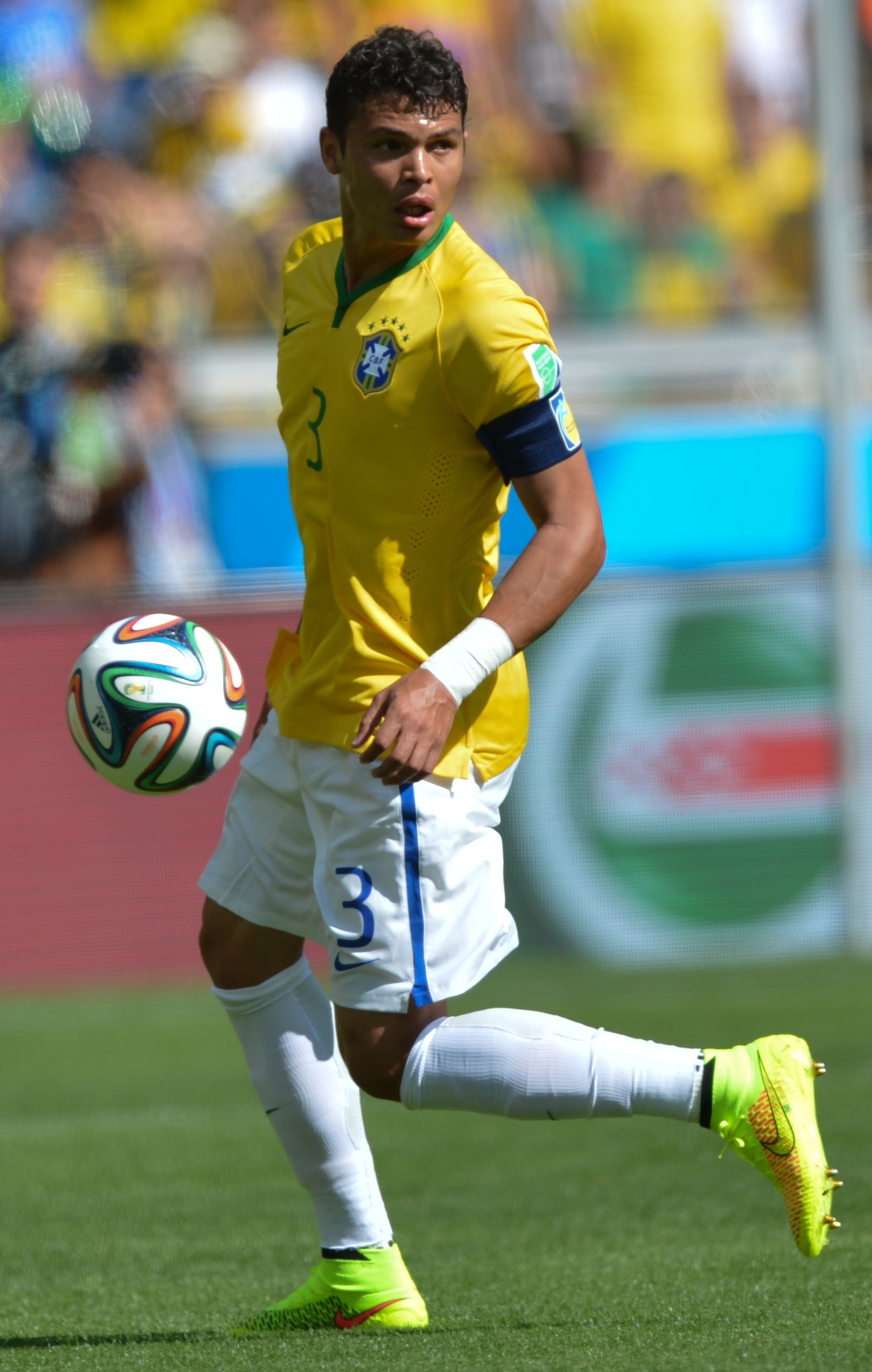
브라질은 주장 치아구 시우바의 출장 정지 징계에 대한 항소가 기각되었다.

이전에 5번 대회 우승을 거머쥐었던 브라질은 사상 두 번째 (1950년에 이어) FIFA 월드컵 개최권을 얻었다. 독일은 대회를 3번 우승했지만, 서독 시절의 마지막 월드컵 참가 대회인 1990년 이후 통일되고 나서도 24년 동안 대회 우승을 거두지 못했었다. 브라질은 2002년 이래 처음으로 준결승전에 진출하였는데, 당시 브라질은 독일을 결승전에서 이기고 우승을 거두었었다. 한편, 독일은 4대회 연속 준결승 진출이라는 신기록을 달성했다. 양국은 이 대회에 우승후보로서 참가했고, FIFA 랭킹에서 독일은 2위, 브라질은 3위였다.

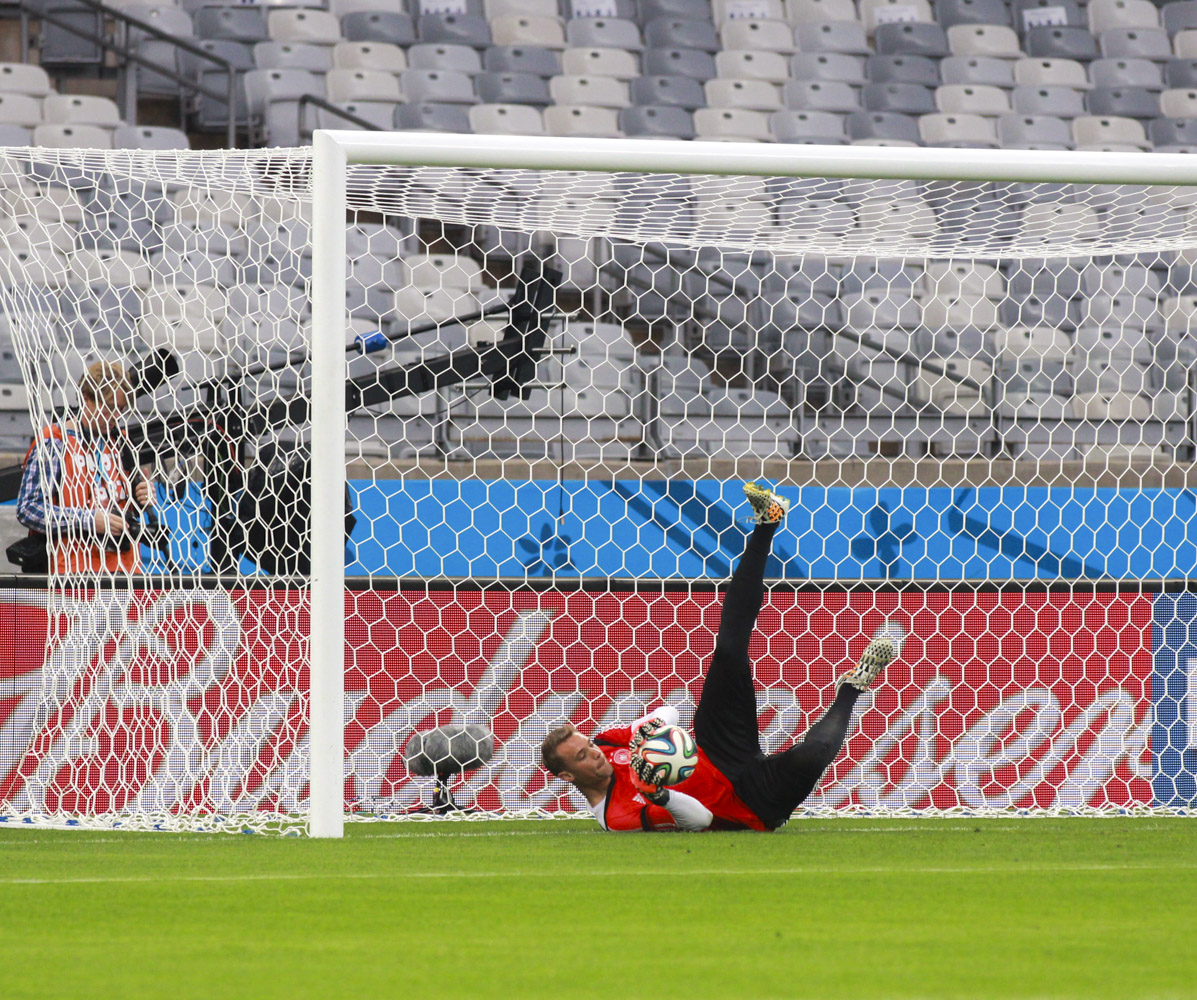
2014년 7월 7일, 경기를 하루 앞두고 훈련에 임하는 독일의 골키퍼 마누엘 노이어

브라질은 준결승에 당도하기 전까지 조별 리그에서 크로아티아, 멕시코, 그리고 카메룬과 A조에서 경합하여 승점 7점(2승 1무)으로 16강에 올라 칠레를 승부차기로 제친 후, 8강에서 콜롬비아를 돌려세웠다. 독일은 포르투갈, 가나, 그리고 미국과 G조에 속해 승점 7점(2승 1무)을 모아 16강전에서 알제리와 연장 접전을 벌였고, 프랑스를 8강에서 제압했다. 양국은 21번의 맞대결을 펼쳤지만, FIFA 월드컵의 토너먼트전에서 만난 사례는 브라질이 2-0으로 이긴 2002년 FIFA 월드컵의 결승전이 전부였다.
브라질의 치아구 시우바는 경고 누적으로 출장이 불가능하게 되었고, 브라질 축구 협회는 징계를 철회하기 위해 항소를 제출했지만 기각되었다. 공격수 네이마르 또한 콜롬비아와의 8강전에서 당한 척추 골절때문에 이 경기는 물론 나머지 경기에도 출전할 수 없는 상황이었다. 단치와 베르나르드가 이 경기에 결장할 치아구 시우바와 네이마르의 빈자리를 각각 메우게 되었고, 루이스 구스타부 또한 파울리뉴를 대신해 수비형 미드필더로 배치되었다. 독일은 8강전에 사용한 선발진을 그대로 사용하였다. 줄리우 세자르 골키퍼와 임시 주장 다비드 루이스는 국가연주에서 네이마르에 대한 존중의 표시로 그의 유니폼을 들었다. 주축 선수의 부재에도 불구하고, 분석가들은 접전을 예상했고, 홈 관중들의 응원이 큰 변수가 될 것이라 덧붙였다.

## 경기
양국은 준결승에 도달하기 전까지 본선 경기에서 단 한번도 패배하지 않았다. 경기를 중재할 심판진으로 멕시코인 주심 마르코 로드리게스가 선정되었고, 이 경기는 그가 은퇴하기 전에 주관할 마지막 경기가 되었다.

### 전반전

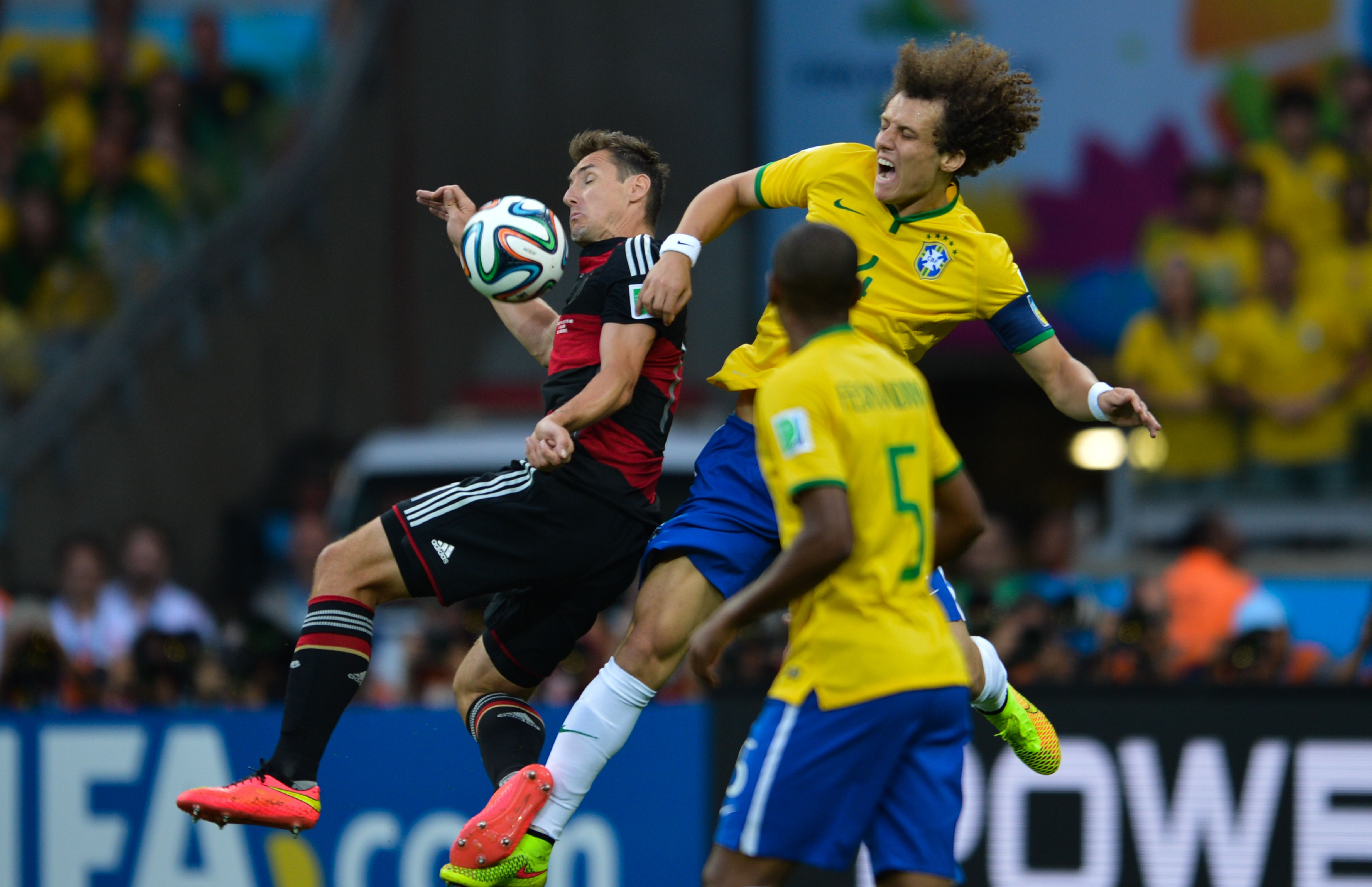
브라질의 주장 다비드 루이스 (가운데 뒤쪽) 이 수비진을 이끌었지만, 미로슬라프 클로제 (왼쪽)의 23분 골로 시작된 독일의 6분간 4득점을 막는데 역부족이었다.

양국은 적극적인 태세로 나섰다. 브라질의 마르셀루가 3분에 쏜 공은 크게 벗어났고, 독일의 사미 케디라가 7분에 찬 공은 본의 아니게 동료 토니 크로스의 몸에 막혔다. 11분, 독일은 첫 코너킥을 선제골로 연결했다. 토마스 뮐러는 다비드 루이스의 견제를 피해 페널티 구역으로 들어가 토니 크로스가 배급한 공을 열린 공간에 한발로 쏴 골망을 흔들었다. 몇분 뒤, 브라질은 동점골로 응수하려 했으나, 빠른 역습은 무위에 그쳤다. 필리프 람은 태클로 마르셀루가 페널티 구역에 공을 전달하는 것을 막기도 했다. 그러나, 23분, 독일은 크로스와 뮐러가 협력하여 미로슬라프 클로제에 공을 띄웠고, 클로제가 쏜 공은 처음에 줄리우 세자르 골키퍼가 튕겨냈지만, 이 공을 다시 잡아 골을 넣었다. 이는 클로제의 FIFA 월드컵 통산 16호골로, 그는 호나우두를 제치고 FIFA 월드컵 역대 최다 득점자로 등극했다.
클로제의 골은 독일의 골폭풍의 시발점이 되었고, 독일은 차츰 경기의 지배력을 이어나갔다. 크로스는 재빠르게 2골을 추가하였다. 크로스는 24분에 람의 크로스를 견제받지 않는 상황에서 지면에 닿기전에 차넣었고, 26분에는 브라질이 경기를 재개한지 몇초 되지 않아 페르난지뉴의 공을 상대 진영에서 빼앗아 케디라에 공을 넘겨 수비를 피하고, 다시 받아 가볍게 득점을 기록했는데, 2골이 기록되는데 걸린 시간은 불과 70초였다. 케디라는 29분에 메수트 외질과 패스를 주고 받다가 한 골을 추가했다. 독일이 전반에 득점한 5골 모두 30분이 지나기 전에 기록했고, 이 중 4골은 6분안에 나왔다. 브라질은 전반에 단 한번도 골문을 향해 차본 적이 없었다. 다수의 브라질 관중들은 눈물을 보이기 시작하거나 충격에 빠졌고, 브라질 대표팀에 대한 관중들간의 불화가 전반전에 나타났다. 이어지는 미네이랑 관중석에서의 싸움은 헌병대 특수부대의 경기장 주둔으로 이어졌다. 이 와중에 브라질은 수비수인 다비드 루이스가 하라는 수비는 안 하고 골을 넣으려고만 발악해 자신이 있어야 할 위치에서 계속 벗어나 있는 상태였으며 이로 인해 독일은 순식간에 공짜 골을 4개나 넣었다.

### 후반전

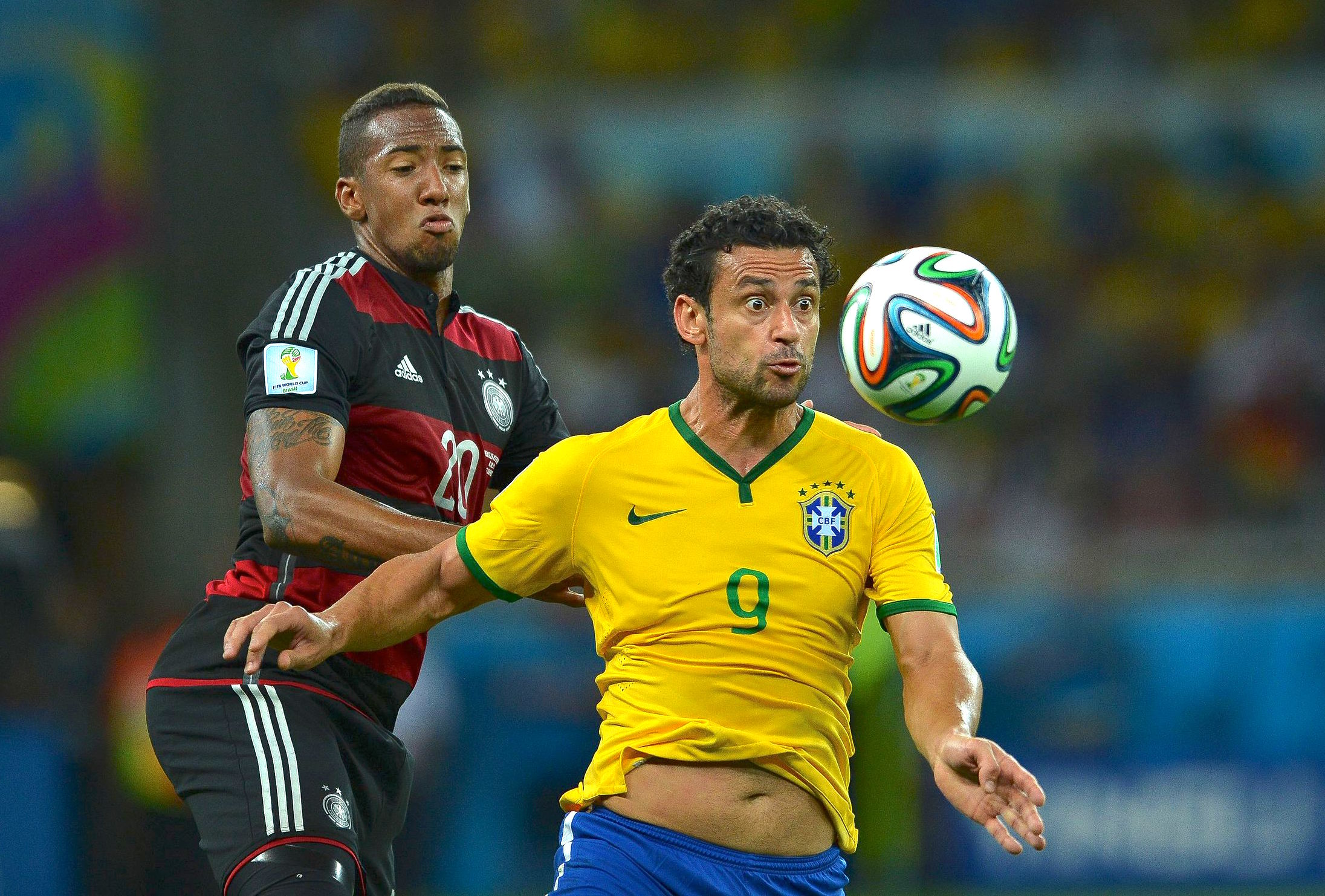
브라질 공격수 프레드를 견제하는 독일 수비수 제롬 보아텡. 프레드는 경기에서 최악의 활약을 펼쳐 맹비난을 받았고, 교체되어 나갈때 브라질 관중들의 야유를 받았다.

브라질은 파울리뉴와 하미리스를 페르난지뉴와 헐크로 교체하였지만, 오히려 경기 재개 후에 더 위험한 상황이 나타나게 만들었다. 이들은 독일의 마누엘 노이어 골키퍼가 오스카르, 파울리뉴, 그리고 프레드의 슛을 막게 했다. 60분이 경과할 때쯤, 독일은 또다시 득점 기회를 잡았는데, 줄리우 세자르가 뮐러가 쏜 공을 두 번 막았다. 독일은 결국 69분에 한골을 추가하였다. 람은 교체로 들어간 안드레 쉬를레에 공을 넘겼고, 주변에 견제하는 선수가 없었던 그는 한발로 근거리에서 골망을 갈랐다. 쉬를레는 이에 만족하지 않고 79분, 그는 좌측의 뮐러가 멀리서 건낸 공을 받아 골대와 가깝도록 세게 차 줄리우 세자르를 넘겼다. 이 시점에 독일이 7-0으로 앞서 나갔고, 브라질 관중들은 독일에 기립박수를 쳤는데, 쉬를레의 골을 칭찬하며, 독일의 패스에 찬사를 보냈다. 경기 막판, 외질은 찔러들어가는 패스를 받았지만, 8번째 골을 넣을 기회를 살짝 비껴갔다. 몇초 후, 브라질이 돌파하여 오스카르가 90분에 득점해 점수를 7-1로 바꾸었지만, 만회골에 불과했고, 최종적으로 브라질은 (1920년 우루과이전 0-6 대패 이래) 최다 점수차 패배를 당했고, 62경기간 지속된 브라질의 안방 무패 기록에 종지부를 찍었다. 이 때 독일의 마누엘 노이어 골키퍼는 야신상을 노리고 있었기 때문에 이 실점으로 인해 독일 수비수들에게 불같이 화를 냈다. 브라질 선수들은 눈물진채 야유를 들으며 경기장을 떠났다.
토니 크로스는 세번 공을 쏘아 2골을 넣고, 1골을 돕고 2번 기회를 창출하였으며, 93%의 패스 정확도를 기록하여 이 경기의 최우수 선수로 선정되었다.
브라질 공격수 프레드는 70분에 윌리앙과 교체되어 나가면서, 개최국 관중들로부터 호의적이지 못한 반응을 받았다. 옵타 스포츠의 통계에 의하면, 프레드는 이 경기에서 단 한번의 태클도, 크로스도, 질주도, 가로채기도 못했고, 경기 시간 대부분을 6차례의 경기 재계로 인해 중앙 근처에서 보냈다.

### 상세 정보
| 브라질       | 1 – 7  | 독일                                                                   |
| ------------ | ------ | ---------------------------------------------------------------------- |
| 오스카르 90′ | 리포트 | 뮐러 11′ · 클로제 23′ · 크로스 24′, 26′ · 케디라 29′ · 쉬를레 69′, 79′ |

| 브라질 | 독일 |

| GK                     | 12 | 줄리우 세자르        |           |     |
| RB                     | 23 | 마이콩               |           |     |
| CB                     | 4  | 다비드 루이스 (주장) |           |     |
| CB                     | 13 | 단치                 | 68′       |     |
| LB                     | 6  | 마르셀루             |           |     |
| CM                     | 17 | 루이스 구스타부      |           |     |
| CM                     | 5  | 페르난지뉴           |           | 46′ |
| RW                     | 7  | 헐크                 |           | 46′ |
| AM                     | 11 | 오스카르             |           |     |
| LW                     | 20 | 베르나르드           |           |     |
| CF                     | 9  | 프레드               |           | 70′ |
| 교체 선수:             |    |                      |           |     |
| GK                     | 1  | 제페르송             |           |     |
| DF                     | 2  | 다니 아우베스        |           |     |
| MF                     | 8  | 파울리뉴             |           | 46′ |
| DF                     | 14 | 마스웨우             |           |     |
| DF                     | 15 | 엔히크               |           |     |
| MF                     | 16 | 하미리스             |           | 46′ |
| MF                     | 18 | 에르나니스           |           |     |
| MF                     | 19 | 윌리앙               |           | 70′ |
| FW                     | 21 | 조                   |           |     |
| GK                     | 22 | 빅투르               |           |     |
| 기타:                  |    |                      |           |     |
| DF                     | 3  | 치아구 시우바        | 출장 정지 |     |
| FW                     | 10 | 네이마르             | 부상      |     |
| 감독:                  |    |                      |           |     |
| 루이스 펠리피 스콜라리 |    |                      |           |     |

| GK          | 1  | 마누엘 노이어           |      |     |
| RB          | 16 | 필리프 람 (주장)        |      |     |
| CB          | 20 | 제롬 보아텡             |      |     |
| CB          | 5  | 마츠 후멜스             |      | 46′ |
| LB          | 4  | 베네딕트 회베데스       |      |     |
| CM          | 6  | 사미 케디라             |      | 76′ |
| CM          | 7  | 바스티안 슈바인슈타이거 |      |     |
| RW          | 13 | 토마스 뮐러             |      |     |
| AM          | 18 | 토니 크로스             |      |     |
| LW          | 8  | 메수트 외질             |      |     |
| CF          | 11 | 미로슬라프 클로제       |      | 58′ |
| 교체 선수:  |    |                         |      |     |
| GK          | 12 | 론-로베어트 칠러        |      |     |
| DF          | 2  | 케빈 그로스크로이츠     |      |     |
| DF          | 3  | 마티아스 긴터           |      |     |
| MF          | 9  | 안드레 쉬를레           |      | 58′ |
| FW          | 10 | 루카스 포돌스키         |      |     |
| MF          | 14 | 율리안 드락슬러         |      | 76′ |
| DF          | 15 | 에리크 두엄             |      |     |
| DF          | 17 | 페어 메르테자커         |      | 46′ |
| MF          | 19 | 마리오 괴체             |      |     |
| GK          | 22 | 로만 바이덴펠러         |      |     |
| MF          | 23 | 크리스토프 크라머       |      |     |
| 기타:       |    |                         |      |     |
| DF          | 21 | 슈코드란 무스타피       | 부상 |     |
| 감독:       |    |                         |      |     |
| 요아힘 뢰프 |    |                         |      |     |

| 최우수 선수: 토니 크로스 (독일) 부심: 마르코스 킨테로 (멕시코) 마르빈 토렌테라 (멕시코) 대기심: 마크 가이거 (미국) 후보 대기심: 마크 허드 (미국) | 경기 규정: - 90분 - 필요시 연장전 30분 - 연장전 후에도 동점시 승부차기 - 교체 선수 12명 등록 - 최대 3명 교체 가능 |

### 통계

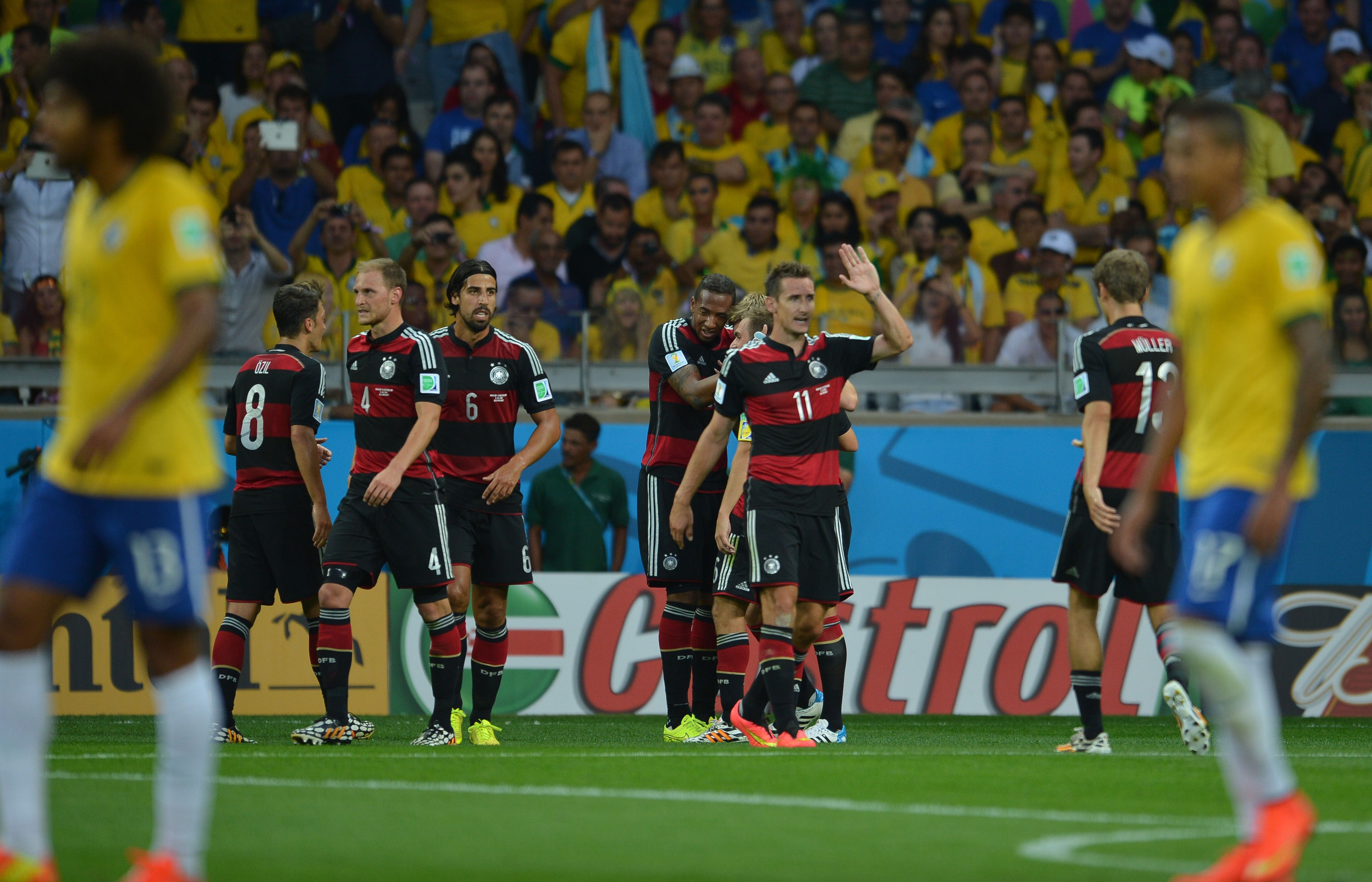
골을 자축하는 독일 선수들

| 통계       | 브라질 | 독일 |
| ---------- | ------ | ---- |
| 득점       | 1      | 7    |
| 슛         | 18     | 14   |
| 유효슛     | 8      | 10   |
| 점유율     | 52%    | 48%  |
| 코너킥     | 7      | 5    |
| 반칙       | 11     | 14   |
| 오프사이드 | 3      | 0    |
| 경고       | 1      | 0    |
| 퇴장       | 0      | 0    |

## 기록
경기 결과는 FIFA 월드컵 준결승 역사상 최다 점수차 경기였다. 결과는 개최국의 FIFA 월드컵 역사상 최다 점수차 패배로도 기록되었는데, 6골차 패배는 종전의 3골차 기록을 두배나 경신했다. 경기 후, 2014년 FIFA 월드컵에서의 득점 횟수가 167번으로 집계되어, 단일 대회로는 1998년 171골에 이어 두번째로 많은 골수였다. 도합 18번의 유효슛이 나오면서, 이 경기는 2014년 FIFA 월드컵 모든 경기를 통틀어 90분 정규 시간동안 가장 많은 유효슛이 나왔다. FIFA 월드컵 역사상 최단시간 4골도 기록되었는데, 독일은 6분간 (23분부터 29분까지) 4골을 득점하였다. 종전 기록은 1954년 오스트리아 (25분부터 32분까지) 와 1982년 헝가리가 (69분부터 76분까지) 가지고 있었는데, 4골을 넣는데 7분이 걸렸다. 독일은 FIFA 월드컵에서 개최국을 상대로 한 경기에서 최다 득점을 기록한 국가로 1954년 FIFA 월드컵에서 스위스를 7-5로 격파한 오스트리아와 어깨를 나란히 했다. 독일은 브라질을 넘어 FIFA 월드컵 역대 최다 득점국으로 등극하였는데, 통산 223골로 브라질의 221골을 제쳤다. 경기 전까지 브라질과 독일은 7번의 FIFA 월드컵 결승전 진출로 이 부문의 기록에서 동률을 이루었었고, 독일은 이 동률을 깨고 처음으로 8번의 FIFA 월드컵 결승전에 진출한 국가가 되었다.
반면 브라질은 1920년 우루과이전 0-6 대패 이래 최악의 대패를 당했고, 안방에서도 역대 최악의 대패를 당했다. 종전에 1939년 히우 지 자네이루에서 아르헨티나에 1-5로 대패한 기록을 경신했다. 이 경기의 패배로 브라질은 1975년 코파 아메리카에서 페루에게 1-3으로 패배한 이래 62경기동안 이어오던 안방 무패 행진이 멈추었다. 공교롭게도 그 경기도 벨루오리존치의 미네이랑에서 열렸다. 브라질이 종전에 FIFA 월드컵 준결승전에서 패배한 것은 1938년으로, 마르세유에서 이탈리아에 석패하였고, 이후 6번의 준결승전에서 모두 승리하였는데, 네덜란드에게 1974년에 패배한 것은 준결승전이 아닌 2차 조별 리그였다. 브라질은 안방에서 7골을 실점한 적이 없었지만, 1934년 6월 3일, 유고슬라비아와의 친선전에서 4-8로 패배했던 적은 있었다. 브라질이 종전에 5골 이상 실점한 경기는 6-5로 이긴 1938년 FIFA 월드컵 폴란드전이었다. 이후로 최다 실점 횟수는 1954년 FIFA 월드컵에서 헝가리에 2-4로 패배할 때 4골을 실점한 것이었다. 브라질이 종전에 FIFA 월드컵에서 당한 최다 점수차 패배는 1998년 결승전에서 프랑스에게 0-3, 3골차로 대패한 것이었다. 경기 결과에 따라 브라질은 독일을 상대로 최다 점수차 패배를 당해 종전에 1986년 친선전에서 0-2로 패배한 기록을 갈아치웠다.

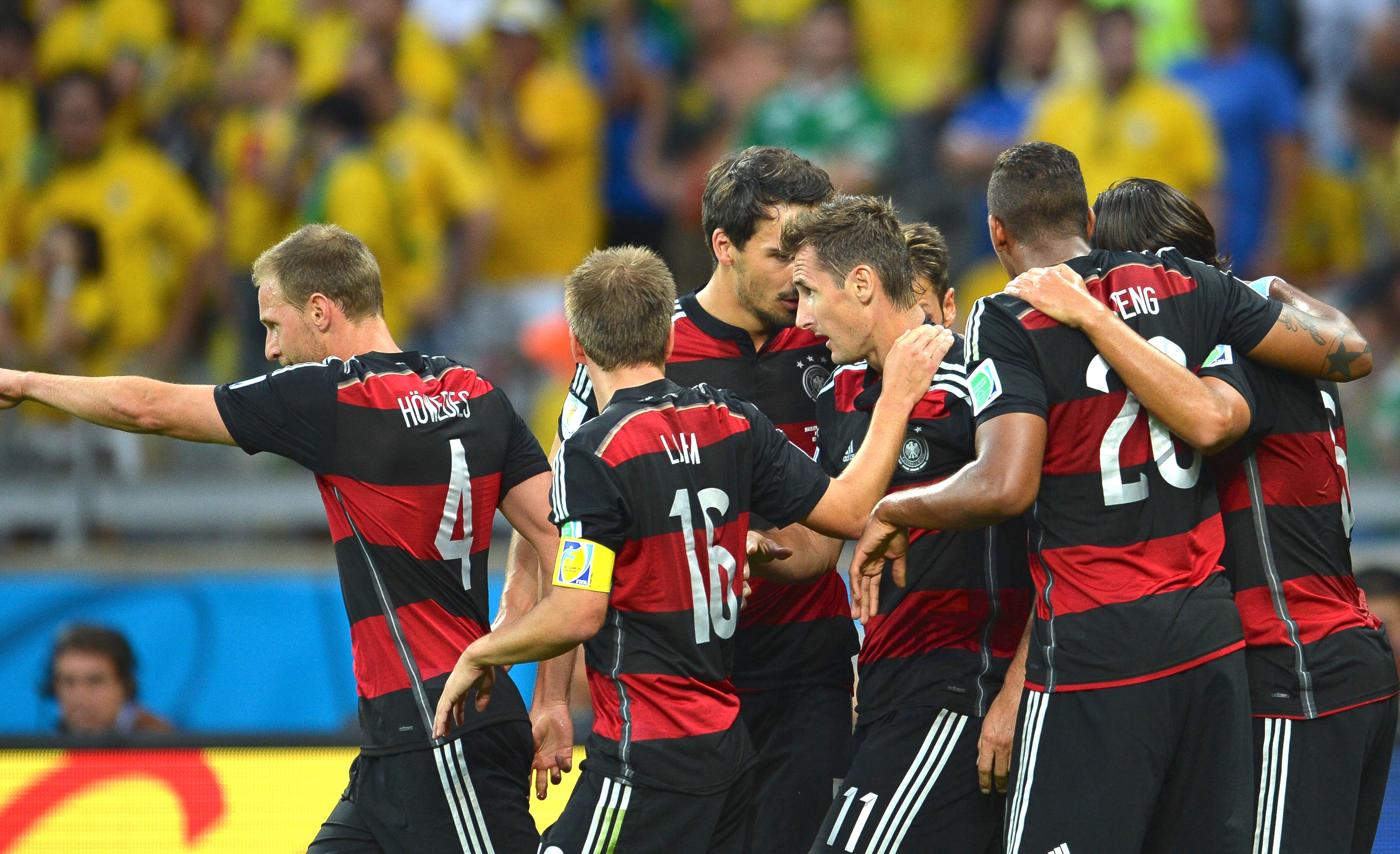
독일 선수들이 공격수 미로슬라프 클로제 (가운데, 등번호 11번) 가 16번째 FIFA 월드컵 골이자 브라질에 2-0으로 앞서나가는 득점을 성공시킨 후 자축하고 있다.

독일은 이 경기의 결과에 따라 4대회 연속으로 3위 이상의 성적을 냈다. 더 나아가서, 독일은 이 경기 승리로 FIFA 월드컵 결승전에 8번 진출한 최초의 국가가 되었다. 이 경기는 독일의 13번째 준결승전이기도 했다. 독일은 FIFA 월드컵 준결승전에서 7골을 득점한 최초의 국가로도 기록되었다. 가장 최근에 준결승전에서 6골을 득점한 국가는 서독으로 1954년에 오스트리아를 상대로 기록했고, 1930년에 열린 두 차례의 준결승전에서도 기록되었다. 독일은 FIFA 월드컵 역사상 최다 점수차 전반전을 치렀고, 종전 기록은 2002년 사우디아라비아를 상대로 4-0으로 앞선 것으로, 독일은 이 경기를 8-0 대승으로 끝내 자국의 FIFA 월드컵 역사상 최다 점수차 승리를 거두었다. 오직 2개국만이 전반전이 종료된 시점에 5골을 앞서나갔다: 유고슬라비아, (1974년 자이르전) 폴란드 (1974년 아이티전) 독일은 7골로 다른 FIFA 월드컵 역사상 28개 출전국보다 좋은 골결정력을 증명했다.
독일의 미로슬라프 클로제는 브라질의 카푸와 함께 16승으로 FIFA 월드컵 최다 승리를 기록하였다. 클로제는 자신의 23번째 FIFA 월드컵 경기를 치러 23경기에 출전해 파올로 말디니와 함께 FIFA 월드컵 출전 기록 2위의 기록을 세웠고, 오직 로타어 마테우스 (25경기) 만 그보다 더 많은 경기에 출전했다. 클로제는 마테우스나 카푸보다 더 많은 13번의 결선 토너먼트전 경기를 치렀고, 4번의 FIFA 월드컵 준결승전에 진출한 유일한 선수 (우베 젤러는 세 차례의 준결승전에 출전하였다.) 가 되었다. 그는 이 경기에 출전해 통산 16번째 FIFA 월드컵 득점을 올려 호나우두의 15골 기록을 깨고 FIFA 월드컵 최다 득점자에 등극하였는데, 당시 호나우두는 이 경기에서 해설가로 참여했다. 토마스 뮐러의 선제골은 독일 국가대표팀의 통산 2,000호골이기도 했다. 뮐러는 (클로제와 페루의 테오필로 쿠비야스에 이어) 2대회 연속으로 5골 이상씩 득점한 3번째 선수가 되었다. 토니 크로스가 전반전에 기록한 2골은 69초 간격으로 터져, 같은 선수가 기록한 최단 시간 2골이었다.

## 반응

### 축구계

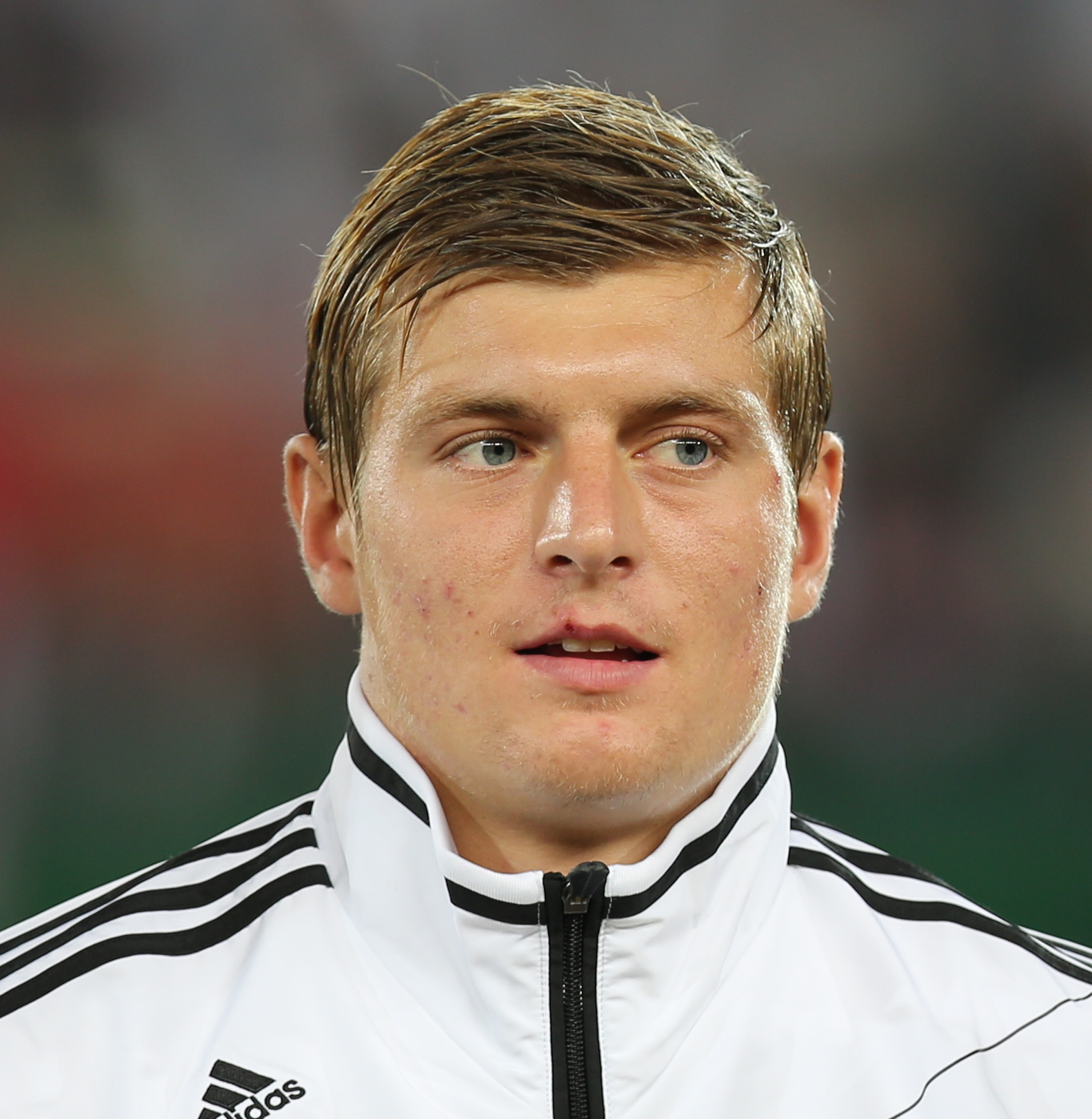
토니 크로스는 이 경기에서 최우수 선수로 선정되었다. 크로스는 이 경기에서 69초 안에 2골을 넣어 FIFA 월드컵 역사상 최단시간 2골을 기록하였다. 그는 경기 후 패배한 상대에 미안한 감정을 드러냈는데, 그는 이들이 "최상의 상태로 임하지 못했다"고 평했다.

경기 기록에 따르면, 독일이 7번째 득점을 터뜨리자, 이 경기를 중계로 보던 네이마르는 포커를 하기 위해 텔레비전을 껐다. 루이스 펠리피 스콜라리 브라질 감독은 "브라질 국가대표팀이 당한 최악의 패배"라고 말했고, 패배에 대한 모든 책임을 졌다. 그는 "생애 최악의 날"이라 평했고, 대회 후 사표를 썼다. 다비드 루이스 임시 주장과 줄리우 세자르는 브라질 국민들에게 사과하였다. 경기중 브라질 관중들에게 야유를 받은 프레드는 그와 동료들에게 있어서 최악의 패배라 평했다. 이후 그는 대회 후 국가대표팀 은퇴를 할 것임을 밝혔다. 부상에서 재활중이던 네이마르는 여전히 동료들에 대한 지지의사를 밝혔고, 1-7 대패에도 불구하고 동료들이 자랑스럽다고 밝혔다.
경기 도중 독일 대표팀 선수들은 이 경기에서 발생한 일은 축구에서 흔한 일이 아니라는 것을 눈치채고 있었다. 경기 후 기자회견에서 마츠 후멜스는 독일 대표팀 동료들과 후반전에 브라질을 수치스럽게 하고 싶지 않다는 데에 동의하였다고 밝혔다:
우리는 경기에 집중하고 상대를 수치스럽게 하지 않을 것이라 결심했습니다. 우리는 후반전을 앞두고 진지하게 임하고 집중해야 한다고 의견을 나누었습니다. 이는 경기에 임하며 대부분 지켜지지 않는 일입니다. 기교나 이런 상황을 만들어 내는 것이 아니라 우리가 상대를 존중한 것이 중요합니다. 우리가 90분동안 우리 방식대로 임한 것이 중요합니다.

따라서, 독일 선수들은 절제된 마음으로 골을 자축했다. 팔은 들었지만, 득점 후 껑충껑충 뛰거나 소리지르지 않았다. 요아힘 뢰프는 브라질 선수진에 "균열이 생기자" 자신이 지도하는 선수들이 "명쾌하고, 꾸준한 경기 계획을 지녔다"고 평했다. 이 이점을 사용해 긴장된 브라질 선수들과 달리 독일 선수들은 "매우 차분히" 대처했다. 토니 크로스는 이 경기의 최우수 선수로 선정되었는데, 독일 선수들은 "우승을 위한 경기는 아니였고, [브라질 선수들은] 최선을 다했다"고 느꼈고, 선수단은 브라질을 상대할 방법을 숙지하고 경기에 뛰어들었다: "우리는 차지할 수 있는 공을 다 가져갔고, 득점을 올렸습니다." 뢰프는 자신의 선수들이 경기 중이나 후에 "들뜨지 않았다"라고 밝혔고, 당장 7-1로 대승한 것은 다가오는 결승전에 비하면 아무것도 아니라는 것을 숙지했다며 "우리는 자축하지 않았습니다. 우리는 기뻤지만, 아직 할일이 남아 있었죠." 라고 말했다.
경기 후, 독일 선수들과 감독진은 브라질 선수들에게 위로의 말을 전했다. 뢰프와 페어 메르테자커와 필리프 람과 같은 선수들은 브라질 선수들에 가해진 압박은 독일이 2006년 FIFA 월드컵을 개최했던 당시처럼 준결승전에서의 뼈아픈 패배를 야기했다고 상기시켰다. 람은 경기가 "쉽지 않았고" 브라질 선수들이 실수를 범하는 데에 "이 수준에서 이런 일이 일어나지 않는다"라며 "흥분되지 않는다"고 대회 후 덧붙였고, 메르테자커는 독일이 경기에서 최고의 능력을 선보였지만 "비록 경기 시간 대부분을 후보 선수로 대기했지만 [준결승전은] 보기에 제정신이 아닌 경기였다."라고 평했다. 크로스는 브라질이 우수한 선수들을 보유함에도 불구하고 "그들은 최고의 상태가 아니었다" 라고 외부에서 가해진 압력을 지적했고, "그들이 좋은 시절로 돌아갈 것"이라는 믿음을 표했다. 뢰프 감독은 경기 직후 브라질 국민들이 독일 선수들에게 찬사를 보낸다는 것을 직시했다. 이후 브라질의 우 글로부지는 독일 선수들의 반응에 감사를 표했고, 그들을 "동정의 세계 챔피언"이라 표했다.
브라질 축구의 전설 펠레는 "축구가 놀라움이 가득한 장이라고 늘 말해왔다. 세계 그 누구도 이 결과를 예측해지 못했을 것이다" 라고 트위터에 기재하였고, 이후 "[브라질]이 러시아에서 6번째 우승을 거둘 것이다. 축하한다 독일" 이라고 덧붙였다. 1970년 브라질의 우승을 이끌었던 카를루스 아우베르투 토히스 전 주장은 브라질이 "이미 '이겼다'라고 생각해" 졌다고 토로했다. 그는 "독일 선수들은 내가 지향하는 방법으로 경기에 임했고, 스콜라리의 이 경기 전술은 자살행위나 다름없다." 라고 덧붙였다. 아르헨티나의 알레한드로 사벨라 감독은 브라질의 패배에 입을 어렵게 열고 "축구는 비논리적이다"라고 표의했다. 이와 대조되게, 저명한 아르헨티나의 전 공격수이자 전 감독인 디에고 마라도나는 브라질의 패배를 조롱하는 노래를 한 것으로 보여졌다.

### 사회
독일에서 ZDF가 중계한 이 경기는 역대 최고 시청률을 기록했는데, 3257만명이 시청해 (전체 시청자들 중 87.8%) 종전의 2010년 FIFA 월드컵에서 독일 대 스페인전에 세운 기록을 경신했다. 그러나, 이 기록은 닷새 후에 열린 결승전 중계에서 깨졌다. 이와 대조되게, 관중수에서 주간 높은 시청률을 기록하던 브라질 헤지 글로부의 중계는 독일의 골이 터질때마다 시청률이 떨어졌다.

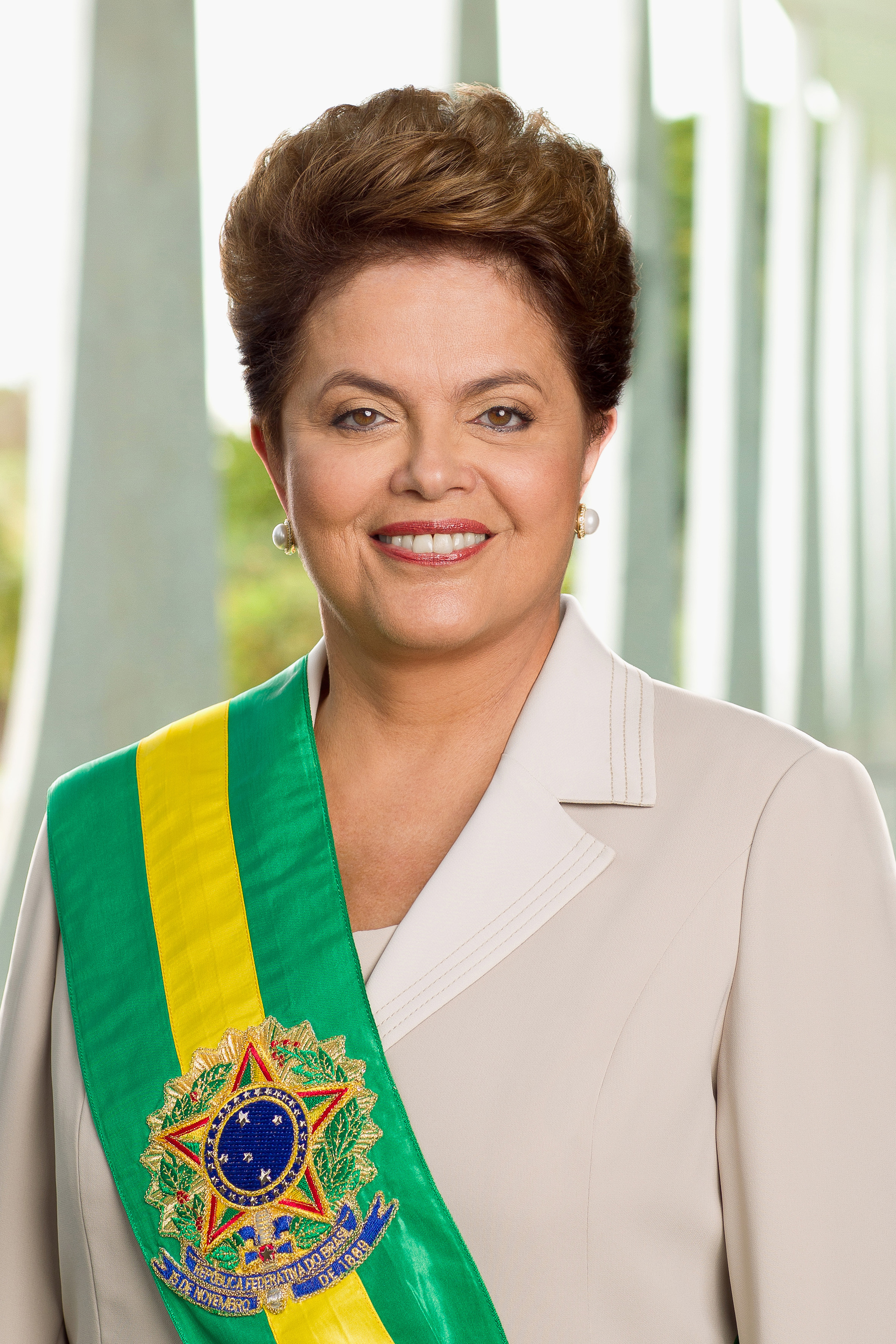
지우마 호세프 브라질 대통령은 자국의 대패를 애도하였다.

이 경기는 트위터에서 가장 많은 글이 토의된 경기로, 3560만개의 글이 기재되어, 종전에 2490만개의 글이 써진 슈퍼볼 XLVIII의 기록을 제쳤다. 게임이 진행될 때 처음에 해시태그에 붙던 글로는 "#브라질을위해기도를" (#PrayforBrazil) 이 흔했지만, 독일이 5-0으로 브라질을 앞서나가기 시작하자, 계정을 가진 브라질인들은 참혹감을 자학 유머로 승화시는데 이르었고, 독일의 골을 폴크스바겐 골 자동차에 빗대어 브라질 선수들은 "11명의 프레드가 뛰는것 같다"고 표현했다. 다른 트위터 글로는 독일의 압도적인 능력을 제2차 세계 대전과 홀로코스트의 군사 활동에 빗대어 표현했는데, 예를 들어 "골로코스트" (Goalocaust) 로 지칭했다. 말레이시아의 붕 모크타 라딘 국회의원은 결례가 될 만한 덧글을 달아서 말레이시아 대중과 독일 외교관 홀거 미하엘의 질타를 받기도 했다. 지우마 호세프 브라질 대통령은 트위터에 경기 후 "모든 브라질인들을 사랑하며, 저는 우리의 패배에 슬픔을 느낍니다." 라고 기재했다. 이스라엘 외교부의 이갈 팔모는 "이것은 축구가 아니다. 축구에서, 경기가 무승부로 끝나면, 이것은 공평하다 생각하지만, 7-1로 끝났을 때에는 그러지 못하다"라고 자국이 가자 분쟁에 부당한 무력을 쓴다는 브라질의 주장에 반박할 거리가 생겼다고 이 경기를 언급했다.
개최국 브라질의 FIFA 월드컵 우승에 대한 압박은 패배의 충격을 낳았고, 언론과 FIFA는 이구동성으로 미네이랑의 비극 (Mineiraço)으로 명명하였고, 브라질이 개최했던 1950년 FIFA 월드컵의 사실상 결승전에서 우루과이에게 충격적인 역전패를 당했던 마라카낭의 비극 (Maracanaço) 을 상기케 했다. 그 당시 희생양으로 지목되었던 모아시르 바르보사 골키퍼의 딸은, 이 경기를 통해 자기 아버지의 명성이 좀 회복될 수 있었다고 말했고, 역전 결승골을 집어넣어 우루과이를 두 번째 우승으로 이끌었던 우루과이의 공격수 알시데스 기지아는 두 경기 모두 충격적이었지만, 이번 경기는 1950년 경기만은 못했다고 회고했다. 경기 후, 독일 팬들은 경찰의 보호를 받으며 경기장을 빠져나갔고, 경찰들은 앞으로 발생할 수 있는 폭도에 대비해 비상사태에 놓였다. 목격자들은 독일 팬들은 참혹하게 대패한 개최국 브라질 팬들에게 존중을 표했지만, 아르헨티나 팬들은 브라질의 탈락에 기뻐했다고 언급했다.
리우데자네이루 팬들의 잔치에서 대형 절도 사건이 보고되었고, 팬들은 경기가 끝나기도 전에 상파울루 거리에서 브라질의 국기에 불을 붙인 것으로 나타났다. 상파울루 시내의 버스가 방화로 인해 여러대 전소되었고, 전자제품 매장에 약탈 사건이 발생했다.
네팔의 15세 소녀가 브라질의 탈락을 비관하여 자살하는 일도 벌어졌다.

### 언론
브라질의 언론들은 결과에 "역사상 최악의 수치" (란스!지), "역사적인 치욕" (포야 지 상파울루지), "브라질은 죽었다" (우 글로부지) 등으로 기사제목을 달았다. 벨루오리존치의 최대 브로드시트 신문사인 이스타두 지 미나스는 1면 대부분을 백지로 놔두고 슬퍼하는 팬이 찍힌 사진을 가운데에 놓았으며, 그 위에 득점자를 표시하였고, 기사제목으로 "무슨 일이 일어났는지 기억이라도 하고 싶으세요? 그럼 다음 면을 보세요." 가 달렸다. 맨 뒷면 기사제목으로는 "브라질 축구 최악의 수치"로 되어 있었다. 독일의 빌트지는 "7-1의 광기", "빛같은 DFB 팀"과 같은 기사제목을 달았다. 프랑스의 레키프지는 "참사" (Le Désastre) 라는 짧은 제목을 달았다. 스카이스포츠의 매슈 스테인저는 이 경기를 "수치 그 자체"로 묘사하였고, ESPN의 미겔 델라니는 경기를 미네이랑의 비극 (Mineirazo) 이라 짚으며, 남아메리카의 스페인어 언론들이 널리 사용한 신조어를 써서 강조했다.
가디언지의 바니 로네이는 경기를 "개최국이 당할 수 있는 FIFA 월드컵 역사상 최악의 패배"로 묘사했고, 인디펜던트지의 조 캘러헌은 경기를 "브라질 축구 역사상 가장 칠흑과도 같은 밤"이라는 표현을 썼다. 히우 지 자네이루에 중계차로 나간 BBC의 와이어 데이비스는 브라질이 경기장과 팬모임에서 보인 반응은 "하나같이 충격받고, 부끄러워 했으며, 브라질 전국에서 느낀 수치감은 무시할 수 없었다."고 말했다. 축구 전문 기자 팀 비커리는 역대 최악의 성적은 한동안 국가대표팀의 황금기동안 월계관과 친숙해지면서 개혁이 계속 연기된 브라질 클럽 축구의 개편의 기폭제가 될 수 있다고 주장해, 다른 언론인의 보도와는 대조되는 반응을 보였다. 그의 주장을 간추리면, 지금이 "역사적인 상징물을 개편해 현대적이고, 세계적으로 개편할 기회"인 것이다. 다수의 기사에서 이 경기를 브라질이 안방에서 치른 1950년 대회에서 우승을 날려먹은 마라카낭의 비극에 비교하는 경향이 있었고, 브라질 언론들은 한술 더 떠서, 2014년에 당한 패배로 1950년 선수단이 명예를 회복했다고 재해석했다.
전문가들은 전술 및 기술적 능력 미달이 참담한 결과로 이어졌다고 해석했다. 스콜라리는 2013년 FIFA 컨페더레이션스컵을 우승한 주역들이 다수가 부진하고 대부분 FIFA 월드컵 경험이 부족한 선수들로 구성되어 있는데도 불구하고 계속 기용했다. 브라질은 조별 리그 3경기와 결선 토너먼트 2경기에서 공격을 네이마르에 의존해 썩 잘한 편이 아니었고, 이들의 문제점은 준결승전에 훨씬 강력한 독일을 상대하면서 수면 위로 올랐다. 네이마르는 팀의 중요한 기둥과도 같아서, 어떤 배치 형태든지 간에 그 없이는 훈련 진행이 불가능했다. 그의 부재가 발생하자, 스콜라리는 네이마르의 자리에 베르나르드를 배치해 미드필더를 한명 더 배치하는 "융통성 있는 전략" 대신에 독일을 상대로 전통적인 브라질의 공격적인 축구를 계속 이어나가려 했다. 수석 코치들과 팬들은 좀 더 수비적인 성향을 띠는 하미리스나 윌리앙 등을 배치하는 쪽을 지지했다. 따라서 페르난지뉴와 루이스 구스타부는 독일의 토니 크로스, 사미 케디라, 그리고 바스티안 슈바인슈타이거로 구성된 중원 3인방에 압도당했다. 수비 문제도 이전에도 붕괴되어 문제로 제기되었는데, 단치는 출장 정지로 빠지게 된 시우바의 대체자로는 부적격하다는 것만 증명했고, 다비드 루이스도 준결승전에서 수차례의 수비 실책을 범했다. 다른 실책으로는 마르셀루가 더 공격적으로 기용한 것이 있었으며, 구스타부가 그를 뒤에서 받혀주는 역할을 맡은 것이었고, 프레드는 비적격적인 역할로 하여금 골결정력 있는 공격수라기 보다 전술 목적의 공격수로 평가되게 하였다.

## 경기 후
7월 12일, 브라질은 브라질리아에서 열린 스페인과의 3위 결정전에서 준결승전 대패로 인한 후유증을 극복하지 못한 채 0-3으로 또다시 대패하며 4위로 대회를 마감했다. 이 패배는 종전 FIFA 월드컵 최다 점수차 패배 기록을 세운 프랑스와의 1998년 FIFA 월드컵 결승전 패배와 똑같은 점수차로 패배한 것이었고, 따라서 브라질은 대회를 통틀어 15골을 실점하였으며, 이 또한 브라질의 역대 단일 대회 최다 실점이자 FIFA 월드컵 개최국이 허용한 최다 실점이기도 하며, 1986년 대회의 벨기에 이래 가장 많은 실점을 허용했다. 독일은 7월 13일, 마라카낭에서 열린 아르헨티나와의 결승전에서 치열한 연장 접전 끝에 1-0으로 겨우 이기고 통산 4번째 FIFA 월드컵 우승이자 통일 이후의 첫 우승을 차지했다. 비록 자국에 충격적인 대패를 안겨주기는 했지만, 브라질 관중 대부분은 오랜 라이벌이자 이웃 국가인 아르헨티나보다 독일을 더 많이 지지했다.
안방에서 2경기 연속 패배를 당한 브라질은 1940년 이래 처음으로 안방에서 연달아 패한 것이었고, 루이스 펠리피 스콜라리 감독은 대패의 책임을 지고 7월 15일에 전격 사퇴했다. 2주 후, 브라질 축구 연맹은 둥가를 다시 브라질 국가대표팀 감독으로 내정하였다. 그는 2006년부터 2010년까지 대표팀 감독을 역임했지만, 2010년 FIFA 월드컵 8강전에서 네덜란드에 1-2로 역전패를 당한 것으로 인해 경질당한 적이 있다. 그러나, 2년 후 그는 미국에서 열린 코파 아메리카 센테나리오에서 브라질이 페루와의 3차전에서 0-1로 패해 조별 리그에서 탈락하자, 또 다시 해임되고 치치에게 감독직을 넘겼다.
2016년 하계 올림픽에서 브라질은 마라카낭에서 열린 올림픽 축구 결승전에서 만난 독일을 승부차기 끝에 꺾고 역사상 첫 올림픽 축구 금메달을 차지함으로써, 벨루오리존치 대참사의 아픔을 달램과 동시에 66년 전의 한을 풀었다.
2018년 FIFA 월드컵 본선 대회 개최에 앞서 독일과 브라질의 평가전이 실시되었는데, 이 경기에서는 브라질이 1-0으로 승리하였다. 그 후 본선에서 브라질은 8강까지 진출했으나, 독일은 조별리그에서 멕시코에 0-1, 대한민국에 0-2로 완패를 당하며 80년 만에 1라운드에서 탈락하는 수모를 겪었다. 게다가 독일은 이에 그치지 않고 2022년 FIFA 월드컵에서도 일본을 상대로 뜻밖의 1-2 역전패까지 당했고 결국 이것이 원인이 되어 2연속으로 1라운드(조별리그) 탈락의 수모까지 당했다.

## 같이 보기
- FIFA 월드컵 기록
- 1920년 남미 축구 선수권 대회
- 마라카낭의 비극
- 1958년 FIFA 월드컵 결승전
- 2002년 FIFA 월드컵 결승전
- 오스트레일리아 31-0 미국령 사모아
- 스웨덴 대 이탈리아 (2018년 FIFA 월드컵 예선)
- 아르헨티나 대 크로아티아 (2018년 FIFA 월드컵)
- 대한민국 대 독일 (2018년 FIFA 월드컵)
- FC 바르셀로나 2-8 FC 바이에른 뮌헨

### 내용주
1. ↑  브라질은 1974년에 동독을 상대했었지만, FIFA는 동독 대표팀을 현 독일 대표팀과 별개로 구분한다. 현재의 독일 축구 국가대표팀은 서독의 기록을 승계한다.[8]
2. ↑  독일은 히우 지 자네이루 연고 구단인 플라멩구로부터 영감을 받은 원정 유니폼을 채택했다. 이 유니폼은 2014년 2월에 공식 발매되었다.[27]
3. ↑  단, 독일이 조별리그에서 탈락한 것은 월드컵 사상 이것이 최초이다. 독일이 1라운드에서 탈락했다던 그 80년 전의 월드컵인 1938년 FIFA 월드컵은 조별리그 없이 모든 경기를 토너먼트로 진행하였다.

### 참고주
1. ↑  “Tactical Line-up” (PDF). FIFA Official Website. 2014년 7월 13일. 2014년 7월 14일에 원본 문서 (PDF)에서 보존된 문서. 2014년 7월 8일에 확인함.
2. ↑  McNulty, Phil (2014년 7월 7일). “Phil McNulty's guide to the semi-finals”. 《BBC》. 2014년 7월 9일에 확인함.
3. ↑  Guthrie, Peter. “A look at the FIFA World Cup favourites and roughies”. The Roar. 2015년 1월 7일에 확인함.
4. ↑  “World Cup 2014 countries: Fifa world rankings”. Daily Telegraph. 2015년 1월 7일에 확인함.
5. ↑  “Germany – Brazil: Head to head”. 《FIFA》. 2015년 6월 30일에 원본 문서에서 보존된 문서. 2014년 7월 9일에 확인함.
6. ↑  “Brazil crowned world champions”. 《BBC》. 2002년 6월 30일. 2014년 7월 9일에 확인함.
7. ↑  Murray, Scott (2002년 6월 30일). “Brazil 2 – 0 Germany”. 《BBC》. 2014년 7월 9일에 확인함.
8. ↑  Belam, Martin (2014년 7월 10일). “Calm down "West Germany" pedants - Germany HAS previously won the FIFA World Cup three times”. 《Daily Mirror》. 2015년 5월 9일에 확인함.
9. ↑  “Brazil appeal against Thiago Silva's World Cup semi-final ban rejected”. 《The Guardian》. 2014년 7월 7일. 2014년 7월 9일에 확인함.
10. ↑  “Brazil lodge appeal to have Thiago Silva's yellow card overturned”. 《The Guardian》. 2014년 7월 8일. 2014년 7월 9일에 확인함.
11. ↑  “Brazil forward out of 2014 Fifa World Cup with back injury”. 《BBC》. 2014년 7월 5일. 2014년 7월 8일에 확인함.
12. ↑  Reynolds, Charles (2014년 7월 5일). “Neymar ruled out of World Cup: Striker to miss rest of tournament with broken vertebra as injury mars Colombia win”. 《The Independent》. 2014년 7월 8일에 확인함.
13. ↑  Orr, James (2014년 7월 8일). “Brazil pay tribute to the injured Neymar by holding his shirt during the national anthem”. 《The Independent》. 2014년 7월 8일에 확인함.
14. ↑  Ley, John. “Brazil v Germany: World Cup 2014 match preview”. Daily Telegraph. 2015년 1월 7일에 확인함.
15. ↑  Bonn, Kyle (2014년 7월 16일). “Mexican referee Marco "Chiquimarco" Rodriguez retires”. NBC Sports. 2015년 4월 28일에 확인함.
16. 1 2 3  “As it happened: Brazil 7–1 Germany”. 《RTE Sport》. 2014년 7월 8일. 2014년 7월 9일에 확인함.
17. 1 2 3  Tyers, Alan. “Brazil vs Germany, World Cup 2014: as it happened”. 《The Daily Telegraph》. 2014년 7월 10일에 확인함.
18. 1 2 3  “Brazil 1-7 Germany”. BBC Sport. 2014년 7월 10일에 확인함.
19. ↑  Oliveira, Luiza (2014년 7월 8일). “Alemão leva soco ao comemorar gol no Mineirão e perde audição” (포르투갈어). Universo Online. 2015년 5월 4일에 확인함.
20. 1 2 3 4  Brunner, Cody (2014년 7월 13일). “Argentina's World Cup final loss to Germany gives Brazil something to cheer about”. Yahoo Sports. 2014년 8월 3일에 확인함.
21. ↑  “Brazil blown away by sharp Germany”. 《ESPN》. 2014년 7월 8일. 2014년 7월 9일에 확인함.
22. ↑  Wallace, Sam (2014년 7월 8일). “Brazil vs Germany match report World Cup 2014: Utter humiliation for hosts as Thomas Muller and Toni Kroos help Germany hit seven past Selecao”. 《The Independent》. 2014년 7월 9일에 확인함.
23. ↑  “Brazil-Germany – Man of the Match”. FIFA. 2015년 10월 7일에 원본 문서에서 보존된 문서. 2014년 7월 9일에 확인함.
24. 1 2 3 4 5 6 7 8 9 10  “In Numbers: How Germany systematically destroyed Brazil”. 《FP Sports》 (Firstpost). 2014년 7월 9일. 2014년 7월 9일에 확인함.
25. ↑  Rice, Simon (2014년 7월 8일). “Fred booed as Brazil fans turn on Selecao”. 《The Independent》. 2014년 7월 9일에 확인함.
26. ↑  De Menezes, Jack (2014년 7월 9일). “Was Fred's performance the worst display by a striker in World Cup history? His heat map makes comical viewing”. 《The Independent》. 2014년 7월 9일에 확인함.
27. ↑  “German Away Kit Inspired by Flamengo”. Póg Mo Goal Magazine. 2014년 7월 11일에 확인함.
28. ↑  "World Cup Matches Round" 보관됨 2014-07-12 - 웨이백 머신. FIFA. 2014년 7월 14일 확인.
29. 1 2 3 4 5  “World Cup records tumble as Germany destroy Brazil 7–1”. 《The Guardian》. 2014년 7월 9일. 2014년 7월 9일에 확인함.
30. 1 2 3 4 5 6 7  Arrowsmith, Richard (2014년 7월 8일). “Germany's 7–1 humiliation of World Cup hosts Brazil sees the record books rewritten”. Daily Mail. 2014년 7월 9일에 확인함.
31. ↑  “1982 FIFA World Cup Match Report Hungary - El Salvador”. FIFA.com. 2015년 4월 15일에 원본 문서에서 보존된 문서. 2014년 7월 13일에 확인함.
32. ↑  Walters, John (2014년 7월 8일). “Germany Embarrasses Brazil in World Cup Semifinal”. 《Newsweek》. 2015년 5월 9일에 확인함.
33. ↑  Winter, Henry (2014년 7월 8일). “Miroslav Klose sets scoring record as hosts are dumped out in semi-final”. 《Daily Telegraph》. 2014년 7월 9일에 확인함.
34. ↑  Klein, Jeff (2014년 7월 8일). “World Cup 2014: Germany Defeats Brazil, 7–1”. 《The New York Times》. 2014년 7월 8일에 확인함.
35. ↑  Schwartz, Nick (2014년 7월 8일). “Brazil lost a competitive match on home soil for the first time since 1975”. USA Today. 2014년 7월 8일에 확인함.
36. ↑  “Brazil boss Luiz Felipe Scolari on 'worst day'”. BBC Sport. 2014년 7월 9일. 2014년 7월 9일에 확인함.
37. ↑  Sheen, Tom (2014년 7월 9일). “Hosts join Haiti and Zaire as the only sides to be down by five at half-time”. 《The Independent》. 2014년 7월 9일에 확인함.
38. 1 2 3  “The Mineirazo in numbers”. 《FIFA.com》. FIFA. 2014년 7월 8일. 2014년 7월 9일에 원본 문서에서 보존된 문서. 2014년 7월 8일에 확인함.
39. ↑  “Clinical Klose smashes World Cup records”. SBS. 2014년 7월 9일.
40. ↑  “Miroslav Klose becomes all-time record scorer in World Cup finals”. 《The Guardian》. 2014년 7월 8일. 2014년 7월 9일에 확인함.
41. 1 2 3  Andrade, Gustavo (2014년 7월 8일). “Kroos aponta Brasil aquém de seu futebol na Copa e diz sentir pena por goleada” (포르투갈어). Superesportes (Diários Associados). 2015년 5월 4일에 확인함.
42. ↑  "Neymar Konnte Beim Debakel Nicht Hinschauen Aid". MRP (독일어). 2014년 7월 10일 작성. 2014년 7월 14일 확인.
43. ↑  Fifield, Dominic (2014년 7월 9일). “Brazil's Luiz Felipe Scolari accepts blame after hammering by Germany”. The Guardian. 2014년 7월 9일에 확인함.
44. ↑  Wallace, Sam (2014년 7월 9일). “Brazil vs Germany World Cup 2014: 'This was the worst defeat in Brazil's history,' admits Luiz Felipe Scolari”. The Independent. 2014년 7월 9일에 확인함.
45. ↑  “World Cup 2014: Brazil boss Luiz Felipe Scolari on 'worst day'”. 《BBC》. 2014년 7월 9일. 2014년 7월 9일에 확인함.
46. ↑  “Brazil captain David Luiz apologises after loss”. BBC. 2014년 7월 9일. 2014년 7월 9일에 확인함.
47. ↑  “Luiz and Cesar say sorry after Brazil's 7–1 loss”. Sky Sports. 2014년 7월 9일. 2014년 7월 9일에 확인함.
48. ↑  “Fred describes Brazil's 7-1 World Cup 2014 defeat to Germany as 'a scar that will live with us forever'”. 《The Daily Telegraph》. 2014년 7월 9일. 2014년 7월 10일에 확인함.
49. ↑  “Fred retires from international football”. ESPN. 2014년 7월 13일. 2015년 6월 13일에 원본 문서에서 보존된 문서. 2014년 7월 14일에 확인함.
50. ↑  “Neymar : " J'aurais pu finir en chaise roulante " [네이마르: 나는 여생을 휠체어만 타고 다니며 보낼 뻔 했다.]”. 《Le Monde》 (프랑스어). 2014년 7월 11일.
51. 1 2  Riva, Alberto (2014년 7월 9일). “After 7-1 Destruction Of Brazil, Classy Germans Tweet Support For The Losers”. 《International Business Times》. 2014년 7월 17일에 확인함.
52. ↑  Uribarri, Jaime (2014년 7월 10일). “Germany made halftime pledge not to further humiliate Brazil in World Cup semifinal, says Mats Hummels”. 《New York Daily News》. 2016년 7월 9일에 확인함.
53. 1 2  Wallace, Sam (2014년 7월 9일). “'We had a clear, persistent game-plan,' says Germany coach Joachim Low after comprehensive victory”. The Independent. 2014년 7월 9일에 확인함.
54. ↑  “Brazil cracked up, says Germany's Joachim Low”. 2014년 7월 9일. 2014년 7월 9일에 확인함.
55. 1 2  “Germany boss Joachim Low feels sympathy for Brazil after 7–1 rout”. Sky Sports. 2014년 7월 9일. 2014년 7월 9일에 확인함.
56. ↑  McCarthy, Barbara (2014년 7월 17일). “Joachim Low's heroes have inspired me to be a bit more German”. 《Belfast Telegraph》. 2014년 8월 3일에 확인함.
57. ↑  de Escudeiro, Leonardo (2014년 7월 8일). “Seleção alemã deu exemplo de elegância com brasileiros” (포르투갈어). Trivela (UOL). 2014년 7월 15일에 원본 문서에서 보존된 문서. 2014년 7월 10일에 확인함.
58. 1 2  Cross, John (2014년 7월 9일). “Germany side that gave Brazil World Cup hiding a band of brothers claims Per Mertesacker”. 《Daily Mirror》. 2015년 5월 4일에 확인함.
59. ↑  “Das 7:1 gegen Brasilien war "beklemmend"” (독일어). Stern. 2014년 7월 17일. 2014년 7월 28일에 확인함.
60. ↑  Lepiani, Giancarlo (2014년 7월 8일). “Toni Kroos atropelou o Brasil. E depois disse sentir 'pena'”. 《Veja》 (포르투갈어). 2015년 10월 2일에 원본 문서에서 보존된 문서. 2015년 5월 4일에 확인함.
61. ↑  Sami, Sillanpää (2014년 7월 17일). “Jalkapallo loi uuden Saksan [새독일을 창조한 축구]”. 《Helsingin Sanomat》 (핀란드어) (Helsinki: Sanoma). A4면. 2014년 7월 17일에 확인함.
62. 1 2  “Germany 7–1 World Cup semi-final win over Brazil breaks Twitter record with 35.6M tweets – ESPN FC”. ESPN FC. 2014년 7월 9일에 확인함.
63. ↑  Kallás, Fernando (2014년 7월 9일). “Carlos Alberto: "La táctica de Scolari fue un suicidio" [카를루스 아우베르투 "스콜라리의 전술은 자살행위나 다름없었다"]”. 《Diario AS》 (스페인어). 2014년 7월 9일에 확인함.
64. ↑  Kent, David (2013년 9월 17일). “Argentina boss Alejandro Sabella at a loss to explain Brazil's World Cup humiliation by Germany”. Dailymail.co.uk. 2014년 7월 11일에 확인함.
65. ↑  “Maradona sings song mocking Brazil's 7-1 loss to Germany in World Cup semifinals”. Fox News. 2014년 7월 11일. 2014년 8월 3일에 확인함.
66. ↑  Mantel, Uwe (2014년 7월 9일). “Deutschland jubelt sich zum Allzeit-Quotenrekord”. DWDL. 2014년 7월 9일에 확인함.
67. ↑  “Vexame do Brasil na Copa do Mundo tem pior audiência na Globo” (포르투갈어). UOL. 2014년 7월 8일. 2014년 7월 10일에 확인함.
68. ↑  Tomchak, Anne-Marie (2014년 7월 9일). “#BBCtrending: Brazil's World Cup thrashing breaks Twitter records”. 《BBC Online》. 2014년 7월 9일에 확인함.
69. ↑  Pacelli, Shirley (2014년 7월 9일). “Sem perder o humor”. 《Estado de Minas》 (포르투갈어). 2021년 2월 14일에 원본 문서에서 보존된 문서. 2016년 10월 28일에 확인함. (가입 필요).
70. ↑  Coscarelli, Joe (2014년 7월 8일). “Twitter Sure Does Have a Lot of Nazi and Holocaust Jokes for the Germany-Brazil Game!”. 《New York (magazine)》. 2014년 7월 10일에 확인함.
71. ↑  “Malaysian MP admires Germany win - and Hitler - in tweet”. BBC News. 2014년 7월 9일. 2014년 7월 11일에 확인함.
72. ↑  “Dilma lamenta derrota e diz que sente pelos jogadores e por brasileiros [브라질인들과 선수들과 동감한다고 말하며 패배를 애도하는 지우마]”. 《O Globo》 (포르투갈어). 2014년 7월 8일. 2015년 10월 21일에 확인함.
73. ↑  “Israel calls Brazil a ‘diplomatic dwarf’ – and then brings up World Cup humiliation”. 《Washington Post》. 2014년 7월 25일. 2015년 10월 21일에 확인함.
74. ↑  “Trágico 'Mineirazo'; Alemania destroza a Brasil [비극적인 '미네이랑의 비극': 독일, 브라질을 파괴하다]”. 《Excelsior》 (스페인어).
75. 1 2  “"Mineirazo" titulan los diarios brasileños tras derrota contra Alemania [독일전 패배를 '미네이랑의 비극'으로 명명한 브라질 언론]” (스페인어). RCN radio. 2014년 7월 13일에 원본 문서에서 보존된 문서. 2014년 7월 9일에 확인함.
76. ↑  “Del Maracanazo al Mineirazo [마라카낭의 비극에서 미네이랑의 비극까지]”. 《Página 12》 (스페인어). AR.
77. 1 2  Nolen, Stephanie (2014년 7월 9일). “Brazil, losers on the field, now turn to the blame game”. 《The Globe and Mail》. 2014년 9월 1일에 확인함.
78. ↑  “"O Maracanazo é diferente porque foi uma final", afirma Ghiggia”. 《Estado de S. Paulo》 (포르투갈어). Agência EFE. 2014년 7월 9일. 2014년 8월 13일에 원본 문서에서 보존된 문서. 2014년 9월 1일에 확인함.
79. ↑  work (2014년 7월 9일). “CBC News – World Cup 2014: Brazil fans stunned as Germany routs home team”. Cbc.ca. 2014년 7월 9일에 확인함.
80. ↑  Espejel, Denisse (2014년 7월 14일). “Riots in Buenos Aires After Argentina's World Cup Final Defeat”. VICE News. 2015년 4월 2일에 원본 문서에서 보존된 문서. 2014년 8월 3일에 확인함.
81. ↑  “Goal, Goal, Goal, Goal, Goal, Goal, Goal: A Dark Day for Brazil”. New York Times. 2014년 7월 9일. 2014년 7월 9일에 확인함. (가입 필요).
82. ↑  “Buses set ablaze after Brazil's World Cup loss”. SBS. 2014년 7월 9일. 2014년 9월 5일에 확인함.
83. ↑  “Brazil soccer fan in Nepal commits suicide after being teased by friends over World Cup loss to Germany”. Daily News. 2014년 7월 9일. 2021년 2월 16일에 확인함.
84. ↑  Taylor, Daniel (2014년 7월 9일). “Sympathy after thrashing dilutes aura of Brazil's yellow and greens”. 《The Guardian》. 2014년 9월 1일에 확인함.
85. ↑  “Capas do EM tem repercussão internacional”. 《Estado de Minas》 (포르투갈어). 2014년 7월 9일. 2014년 9월 1일에 확인함.
86. ↑  “How the world reacted to Brazil's humiliation”. BBC Sport. 2014년 7월 9일. 2014년 7월 10일에 확인함.
87. ↑  Stanger, Matthew (2014년 7월 8일). “A World Cup night for Brazil that will never be forgotten”. 《Sky Sports》. 2014년 7월 9일에 확인함.
88. ↑  Delaney, Miguel (2014년 7월 9일). “Three points: Brazil left broken”. ESPN. 2014년 7월 9일에 확인함.. 이 스페인어의 신조어는 포르투갈어를 쓰는 브라질 언론들이 즉시 확인하였고, 앞의 단어는 스페인어로 되어 있으며, 포르투갈어식 철자와는 차이가 있다.
89. ↑  Ronay, Barney (2014년 7월 9일). “Brazil World Cup humiliation by Germany should serve as a call to arms”. The Guardian. 2014년 7월 9일에 확인함.
90. ↑  Callaghan, Joe (2014년 7월 8일). “Joachim Low's golden generation into World Cup final and can finally shine”. The Independent. 2014년 7월 9일에 확인함.
91. ↑  Davies, Wyre (2014년 7월 9일). “Shock and humiliation in Brazil after German rout”. BBC News. 2014년 7월 9일에 확인함.
92. ↑  Vickery, Tim (2014년 7월 9일). “Brazil must learn lessons from Germany humiliation”. BBC News. 2014년 7월 9일에 확인함.
93. ↑  Avelar, André (2014년 7월 9일). “Jogadores de 50 enfim são perdoados após Mineirazo” (포르투갈어). R7 (Rede Record). 2017년 8월 12일에 원본 문서에서 보존된 문서. 2014년 9월 5일에 확인함.
94. 1 2 3  Itri, Bernardo; Rizzo, Marcel (2015년 7월 8일). “Felipão vai de pai do penta a gestor do fracasso”. 《Folha de S. Paulo》 (포르투갈어). 2015년 9월 5일에 확인함.
95. ↑  Ladyman, Ian (2014년 7월 9일). “Brazil's 7-1 defeat by Germany in the World Cup semi-final showed just how deep their flaws were... they were always likely to be on the end of this kind of hiding”. 《The Daily Mail》. 2014년 9월 5일에 확인함.
96. 1 2 3  Wilson, Jeremy (2014년 12월 24일). “Brazil 1 Germany 7: The World Cup match that will echo down the years to the shame of host's proud history”. 《The Telegraph》. 2015년 9월 5일에 확인함.
97. ↑  Fifield, Dominic (2014년 12월 30일). “Looking back at Germany v Brazil, World Cup semi-final”. 《The Guardian》. 2015년 9월 5일에 확인함.
98. ↑  Raghav Chopra (2014년 7월 9일). “World Cup 2014: Five reasons why Brazil lost to Germany”. CNN-News18. 2016년 6월 27일에 확인함.
99. ↑  “World Cup 2014: Spain pile more misery on Brazil in third place play-off”. 《Sydney Morning Herald》. 2014년 7월 13일. 2014년 7월 15일에 확인함.
100. ↑  Rose, Gary (2014년 7월 12일). “BBC Sport - Brazil 0-3 Spain”. BBC. 2014년 7월 15일에 확인함.
101. ↑  Trecker, Jamie (2014년 7월 12일). “Spain add to Brazil's misery, claim third place in World Cup”. Fox Sports. 2014년 7월 13일에 확인함.
102. ↑  Taylor, Daniel (2014년 7월 13일). “Germany 1-0 Argentina (aet)”. 《The Guardian》. 2014년 7월 15일에 확인함.
103. ↑  Young, James (2014년 7월 13일). “Brazil falls short, but its World Cup provides unforgettable theater”. 《Sports Illustrated》. 2014년 9월 5일에 확인함.
104. ↑  “Brazil's 3-0 loss to Netherlands spells first consecutive home defeats since 1940”. Live Soccer TV. 2014년 7월 13일. 2014년 8월 3일에 확인함.
105. ↑  “Luiz Felipe Scolari: Brazil coach resigns after 2014 World Cup”. 《BBC Sport》. 2014년 7월 15일. 2014년 7월 18일에 확인함.
106. 1 2  Peck, Brooks (2014년 7월 22일). “Brazil brings back Dunga, might be pretending the 2014 World Cup never happened”. Yahoo! Sports. 2014년 8월 3일에 확인함.
107. ↑  Lusting, Nick (2016년 6월 16일). “Dunga sacked as Brazil head coach following Copa America exit”. Sky Sports. 2016년 9월 18일에 확인함.